# جاستن يورك
جاستن يورك (بالإنجليزية: Justin York)‏ هو موسيقي أمريكي، ولد في 26 نوفمبر 1982 في لوس أنجلوس في الولايات المتحدة.

## وصلات خارجية
- جاستن يورك على موقع ميوزك برينز (الإنجليزية)
- جاستن يورك على موقع أول ميوزيك (الإنجليزية)
- جاستن يورك على موقع ديسكوغز (الإنجليزية)